# Bycanistes brevis
El cálao cariplateado (Bycanistes brevis) es una especie de ave bucerotiforme de la familia Bucerotidae que vive en las sabanas y bosques de África oriental, desde Etiopía hasta el sur de Mozambique.
No se reconocen subespecies.